# Улльський замок
Улльський замок — колишній замок у містечку Улла поблизу злиття річок Улла та Двіна.

## Інфлянтська війна
Будівництво замку розпочалося в 1563 році за наказом великого князя литовського та короля Польщі Сигізмунда II Августа після захоплення Полоцька росіянами з метою захисту гирла річки Улла та контролю руху на Західній Двіні. Наглядати за роботою було направлено будівельну групу на чолі з венеціанським інженером. Роботи не були завершені, оскільки московські війська зайняли замок. У 1566 р. після нового загострення відносин між Вільнюсом і Москвою обидві сторони почали готуватися до відновлення бойових дій. У 1567 р. Іван IV наказав побудувати кілька укріплень в окупованій Польщі, в тому числі та дерев'яну фортецю в Уллі. Фортеця складалася з дерев'яної городні та 8 веж, мала браму та брамки.

У лютому-березні 1568 року замок протягом трьох тижнів обкладали підрозділи Яна Ходкевича, жмудського старости. Причиною невдалої облоги стало перекидання московських військ із Полоцька по Двіні на Уллу. Марцін Бельський повідомив:
| Ліві лапки | «Калі прыйшла абкладзеным у замку дапамога з Полацка, масква мацней бараніліся» | Праві лапки |

Багато людей Ходкевича було вбито під час штурму, рити траншеї було важко через замерзлу землю, тому облога була зупинена. Ходкевич, відкликаний Сигізмундом Августом, передав командування князю Роману Санґушку, який розпочав нову облогу. Подробиці цієї облоги залишив М. Бельський:
«У вересні того ж року, уллуський князь Роман гетьман польний, взяв оборонний замок московський і спалив його таким чином: він відправив козаків на човнах під замок, а сам із загонами з Полоцька та Туровлі, вночі піхота ротмістрів Рачковського і Тарновського поставили на стіни драбини. Козаки з Бірулем, Мінком та Аскерком почали рубати ворота та форти. Тоді капітан Микола Сологуб, не вагаючись, пробрався через Уллу з усією своєю ротою, підсилюючи піхоту, яка піднімалася драбинами до стін і сіклася з москвою на брамах. Потім, коли сам замок горів, сам князь Роман направив свою роту, а також ротмістрів рот Войну і Тишкевича та князя Лукомського, які нарешті натиснули на москву, яка відчайдушно захищалася у вогні, і взяли замок, захопивши двох воєвод, братів Вельямінових, важливих бояр 300, а стрільців із рушницями 800. Але ніякої іншої користі від цього не було, бо все в замку згоріло, і наші люди мали його відбудувати».

## Шанець Баторія
У 1580 році Стефан Баторій готувався до походу на Великі Луки. У Чашниках він зібрав війська, а після прийому там московського посла він особисто відправився до замку на Уллі, щоб зміцнити його для захисту землі, яка залишилася без захисту армії, що відправилася на Великі Луки. Оглянувши замок, Баторій наказав побудувати вал заввишки 6 сажнів зі східного боку між Уллою та Двіною.
У 1654 році замок був спалений росіянами, це остання згадка про замок в Уллі. Місто біля замку швидко втратило своє значення. На берегах річок довкола межиріччя мису досі є сліди траншей. Також зберігся і вал, який охороняв замок із півдня і сходу, має назву шанець Баторія, за яким розташовувалися парафіяльний костел та плебанські будівлі. Колишній замковий двір зайнятий парафіяльними садами.